# 인천공항고등학교
인천공항고등학교(仁川空港高等學校)는 대한민국 인천광역시 중구 운서동에 위치한 공립 고등학교이다.

## 학교 연혁
- 2002년 1월 7일 : 인천공항고등학교 설립인가(4학급)
- 2002년 3월 1일 : 초대 엄기환 교장 취임
- 2002년 3월 5일 : 2002학년도 제1회 입학식(36명)
- 2004년 2월 13일 : 제1회 졸업식(6명)
- 2005년 2월 12일 : 중학교 분교
- 2007년 3월 2일 : 2007학년도 제6회 입학식(202명), 특수학급 신설
- 2011년 3월 1일 : 해양교육 시범학교 선정(인천광역시교육청 지정)
- 2011년 4월 29일 : 자율형 공립고 선정(교육과학기술부 지정)
- 2019년 3월 1일 : 고교학점제 선도학교 지정(3년)
- 2021년 2월 8일 : 제18회 졸업식(222명) (졸업누계 3,148명)
- 2023년 9월 1일 : 제7대 양희정 교장 취임
- 2023년 12월 29일 : 제21회 졸업식
- 2024년 3월 4일 : 제23회 입학식

## 참고 자료
- 인천공항고등학교 - 한국교육학술정보원 학교알리미